# 靳光翰
靳光翰為中國清朝武官官員，本籍山西。靳光翰於1734年（雍正12年）奉旨接替馬驥，於台灣地區擔任台灣北路協副將。而隸屬台灣鎮之下的此官職是台灣清治時期此期間，台南以北之台灣中南部及北部地區的駐守武官最高將領。
| 前任： 馬驥 | 台灣北路協副將 1734年上任 | 繼任： 觀柱 |